# JanLeonardo
JanLeonardo (nascido em Jan Wöllert ; 30 de julho de 1970, Cuxhaven) é um fotógrafo alemão, autor e palestrante de fotografia artística. Ele mora na cidade de Bremen.

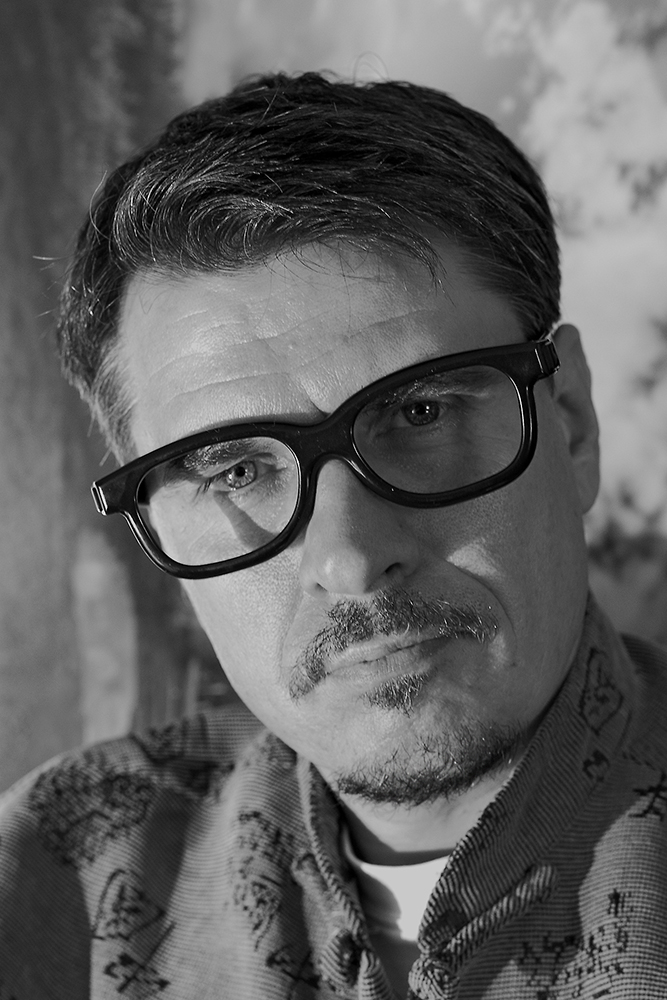
JanLeonardo

## Biografia
JanLeonardo começou como um autodidata, preferencialmente trabalhando à noite. Mais tarde, tornou-se assistente do ganhador do Prêmio Reinhart-Wolf, Stephan Meyer-Bergfeld. Seu desafio pessoal é a luz artificial padronizada, controlada, coreografada e organizada em uma performance. Suas fotografias são facilmente confundidas com fotos alteradas por edição de imagens ou imagens digitais.
Em 2013, JanLeonardo iniciou o International Light Painting Award para promover internacionalmente a fotografia e a pintura de luz. Os destinatários são escolhidos semestralmente por um júri internacional composto por representantes da indústria e das artes.
De 2013 a 2016 JanLeonardo cooperou com a empresa da informática Lenovo, que usou as fotografias light-painting para publicidade em mídia social, feiras e dispositivos móveis.
Em 2014 JanLeonardo e Carlotta Bertelli foram convidados da cidade Corigliano Calabro na Itália para fotografar a cidade com lightpainting. As fotografias foram apresentadas durante o festival Corigliano Calabro Fotografia no ducal Castello di Corigliano Calabro.
Em 2016 o artista organizou uma exposição e congresso internacional de pintura de luz para photokina.
Em 2017, JanLeonardo e o dono da galeria Curtis Briggs organizaram uma campanha de arrecadação de fundos com pinturas de luz para o internato Schule Schloss Salem e a Kurt Hahn Foundation.

## Prêmios e reconhecimento
- Prêmio alemão para fotografia científica – 1º prêmio (Deutscher Preis für Wissenschaftsfotografie) [12]
- WissenSchafftBilder 2008 – 3º prêmio[13]
- Concurso de fotografia LIGHT – 2º prêmio, categoria de natureza[14]

## Exposições selecionadas
- 2008: Haus der Wissenschaft Bremen – Deutscher Preis für Wissenschaftsfotografie[15]
- 2012:  Art Room9 Galerie München – Night Views[16]
- 2013: Poimena Gallery Tasmania Australia – Luminous Nocturnal[17]
- 2013: Espace Piere Cardin – Exposition Internationale de Light-Painting Paris[18]
- 2014: Art Room9 Galerie München – Painting Lights & Jungle Nights[19]
- 2014: Waves of Shining Light – New Town Plaza – Hong Kong 2014
- 2014: Exposition Lumières, L'Embarcadère[20]

## Trabalhos publicados selecionados
- Faszination Lichtmalerei – JanLeonardo Wöllert & Jörg Miedza – dpunkt Verlag 2010 –ISBN 978-3-89864-669-7
- Painting with Light – JanLeonardo Wöllert & Jörg Miedza – Rocky Nook USA 2011–ISBN 978-1-933952-74-1
- Fotografieren statt knipsen – Rudolf Krahm – dpunkt Verlag 2011 – ISBN 978-3-89864-555-3
- Site de Fotografia Selvagem 2.0 – Cyrill Harnischmacher Hrsg. – dpunkt Verlag 2012 – ISBN 978-3-89864-777-9[21]
- Nacht- und Restlichtfotografie – Meike Fischer – dpunkt Verlag 2013 – ISBN 978-3-86490-011-2[22]
- Foto-Calendário 2011 National Geographic – ISBN 978-9460440205
- Digital Photo – Lichtkunst in Perfektion – Fevereiro de 2010
- Fine Art Printer – Lichtmalerei mit LED – Janeiro de 2011[23]
- Foto Digital – Lichtkünstler – Fevereiro de 2011[24]
- ProfiFoto – Light Art Performance Photography – Março de 2011[25]
- c't spezial Digitale Fotografie – Getanztes Licht – Abril de 2011[26]
- Pictures Magazin – Light Art Performance Photography – Maio de  2014[27]
- Popular Photography – JanLeonardo – Low Light Scenery – Julho de 2013 (China)

## Aparições na televisão
- Artista de luz alemão ilumina Detian Falls – China Central Television (CCTV) – 10 de abril de 2009
- Exposition Internationale de Light Painting LPWA França – 21 de janeiro de 2014
- Licht gestalten – Fotograf Jan Leonardo Wöllert – Euromaxx – 30 de dezembro de 2011
- Der einzigartige Stil vom deutschen Fotografen JanLeonardo – THVL – 18 de outubro de 2013
- El artista Jan Leonardo Wöllert en nuestra serie"Juegos de luces" – Euromaxx – 16 de abril de 2012
- Lichtkünstler – JanLeonardo (LAPP-PRO) – Radio Bremen – 8 de outubro de 2009
- Lichtkunst unterm Hirschgarten (Munique) – München TV – 10 de maio de 2014
- Fotografia espetacular de longa exposição – Euromaxx/ DW – 24 de novembro de 2018[28]

## Tarefas e campanhas
- Capital do estado Munique: Relatório de Negócios 2013[29]
- Tokio Motor Show: Design de pôsteres[30]
- Beitrag Stipendienfonds zugunsten der Kurt-Hahn-Stiftung Schule Schloss Salem[31]

## Citações
- Lichtfang / Gestalten mit Lichtgrafik – Jeanette Bohn – Diplomarbeit FH Wiesbaden 2009
- Tangible High Touch Visuals – Klanten, Ehrmann, Hübner – Die Gestalten Verlag GmbH 2009 – ISBN 978-3-89955-232-4
- Die wilde Seite der Fotografie  – Cyrill Harnischmacher Hrsg. – dpunkt Verlag 2009 ISBN 978-3898646697
- Night Photography – Lance Keimig – Focal Press USA 2010 – ISBN 978-0-240-81258-8
- Licht – Gestaltung und Technologie – Bergische Universität Wuppertal, Fachbereich F – Design und Kunst, Sommersemester 2011 – Forschungs- und Lehrgebiet Professor Jürg Steiner – Dajana Richter[32]
- Light Painting und die Veränderung durch die Digitale Fotografie mit besonderer Beachtung von LAPP – Dipl-Ing Lydia Mantler- Diplomarbeit FH St. Pölten 2014[33]
- Light Painting / Entwicklung eines Pixel-Sticks Bachelorarbeit Universität Koblenz Landau 2016 vorgelegt von Marius Köpcke[34]